# Together We Are One
"Together We Are One" to utwór napisany przez Guya Chambersa, Briana McFaddena oraz Deltę Goodrem, przez którą to został wykonany, z okazji Igrzysk Wspólnoty Narodów w Melbourne z 2006 roku. Został on wydany na albumie Commonwealth Games: Melbourne 2006 Opening Ceremony w marcu 2006 roku, a ze względu na pozytywne opinie zaproponowano Goodrem wydanie singla, co miało miejsce 1 kwietnia 2006 roku. Wokalistka powiedziała, że utwór "ma zachęcać sportowców oraz nas wszystkich, abyśmy wspólnie spełniali swoje marzenia i osiągali wyznaczone sobie cele.". Singel dotarł na 2. pozycję australijskiej listy ARIA Singles Chart.
Goodrem oznajmiła, że czuła się zaszczycona, kiedy poproszono ją o napisanie piosenki na potrzeby Igrzysk Wspólnoty Narodów Melbourne 2006, a wykonanie jej "było niesamowitym doświadczeniem". Artystka stwierdziła, że najbardziej lubi pisać utwory właśnie tego typu – z inspirującymi słowami. Jedna z jej wypowiedzi mówi: "Kiedy zabrałam się za pisanie tej piosenki miałam po prostu nadzieję, że spodoba się ona słuchaczom". Goodrem chciała także w słowach utworu oddać hołd uczestnikom igrzysk, powiedzieć, że "po całym tym trudzie, krwi, pocie i łzach nadszedł czas, aby zostali wynagrodzeni" oraz że "wszyscy zjednoczyliśmy się na tę chwilę". Piosenkarka wykonała utwór na żywo podczas ceremonii otwarcia Igrzysk Wspólnoty Narodów Melbourne 2006 dnia 15 marca 2006 roku, która była oglądana przez ponad 5 milionów widzów w Australii. Teledysk do utworu to montaż jej występu przeplatanego materiałem z samych igrzysk.
"Together We Are One" odniósł w Australii niewielki sukces komercyjny. Po debiucie na miejscu 2. w australijskim notowaniu został wyparty z czołówki przez utwór "Flaunt It" grupy TV Rock. Utwór utrzymywał się przez 17 tygodni w pierwszej pięćdziesiątce notowania, natomiast w pierwszej setce gościł przez 23 tygodnie. RIAA przyznała singlowi status złotej płyty za nakład 35 tys. sprzedanych egzemplarzy – 41. miejsce na liście najczęściej sprzedawanych singli w Australii w 2006 roku.
W amerykańskiej edycji programu Idol z 2006 roku "Together We Are One" została wykonana przez pięcioro finalistów: Taylora Hicksa, Katharine McPhee, Elliotta Yamina, Chrisa Daughtry oraz Paris Bennett.

## Wydania singla
Australijski singel CD
1. "Together We Are One" — 4:14
2. "Fragile" (na żywo z Visualise Tour 2005) — 3:30
3. "Last Night on Earth" (na żywo z Visualise Tour 2005) — 4:21
4. "Together We Are One" (Celebration remix) — 4:14 — iTunes bonus track

## Notowania
| Notowanie (2006)                | Pozycja |
| ------------------------------- | ------- |
| Australijska ARIA Singles Chart | 2       |